# Elisicos
Los elisicos (griego antiguoː Ἐλισύκοι, en latínː Elisyces) fueron una pequeña tribu íbera de la región de Narbona, que habitaban la zona comprendida entre las Corbières y el río Hérault y que aparece documentada entre los siglos VI y III a. C. en las fuentes grecorromanas. Parece ser que, con la llegada de los diversos pueblos celtas, los elisicos adoptaron sus costumbres y se integraron dentro de éstos.
A diferencia de lo que sucede con los íberos de Hispania, las fuentes antiguas no proveen de información étnica sobre los elisicosː Hecateo de Mileto, Heródoto y Avieno, son los únicos que los nombran, aunque no especifican si son íberos o galos; solo Hecateo dice que son ligures, un término que incluso los antiguos hacían servir como cajón de sastre. No obstante, es clara su identidad como íberos, ya que no aparecían en ningún lugar como celtas y el territorio que ocupaban es rico en inscripciones en idioma íbero, en contraste con las tierras más allá del río Hérau, el Macizo Central hacia adentro y del Aude hacia arriba, donde son casi inexistentes.
Más tarde, hacia el siglo III a. C, llegaron a la región la tribu celta de los volcas procedentes de los valles centrales del Danubio y, poco a poco, fueron celtizando a los elisicos hasta el punto que, a la llegada de los romanos en el año 121 a. C., los pobladores de la zona eran principalmente celtas. Entre los historiadores i geógrafos de los siglos I a. C., I d. C. y II d. C. toda la Narbonensis aparece como poblada de celtas, si bien se reconocen elementos de substrato no celta (los ligures y los antiguos elisicos).
Entre sus poblados y fortalezas se encuentranː El Oppidum de Ensérune, Pech Maho (Sigean), Le Lonzac, Mailhac, Oppidum de la Molinassa (Salles-d'Aude), el Oppidum de Peyriac-de-Mer, Oppidum de Saint-Thibéry, el Oppidum de Bessan y el Oppidum de Montlaurès; dominaban los valles de los modernos departamentos del Aude y Hérault. Tenían unas extensas relaciones comerciales con griegos y fenicios. Es posible que las marismas de Helice (actual estanque de Capestang) hubieran dado nombre a los elisicos, nombre que muchas veces aparece en los manuscritos erróneamente confundido con el término elíseos (los Campos Elíseos), que entre los griegos designaba una especie de edén prometido a los héroes, situado en los confines del Océano Atlántico.